# Деппен, Петер
Пе́тер Де́ппен (нем. Peter Däppen; 10 апреля 1950 — 2019) — швейцарский кёрлингист, запасной в составе мужской команды Швейцарии на Олимпийских играх 1992 (где кёрлинг был представлен как демонстрационный вид спорта).

## Достижения
- Зимние Олимпийские игры: золото (1992; демонстрационный вид спорта).
- Чемпионат Европы по кёрлингу: бронза (1992).

## Команды
| Сезон   | Четвёртый | Третий    | Второй          | Первый       | Запасной     | Турниры         |
| ------- | --------- | --------- | --------------- | ------------ | ------------ | --------------- |
| 1991—92 | Урс Дик   | Юрген Дик | Роберт Хюрлиман | Томас Клей   | Петер Деппен | ЗОИ 1992 (демо) |
| 1992—93 | Урс Дик   | Юрген Дик | Роберт Хюрлиман | Петер Деппен |              | ЧЕ 1992         |

(скипы выделены полужирным шрифтом)